# 纳库鲁干湖

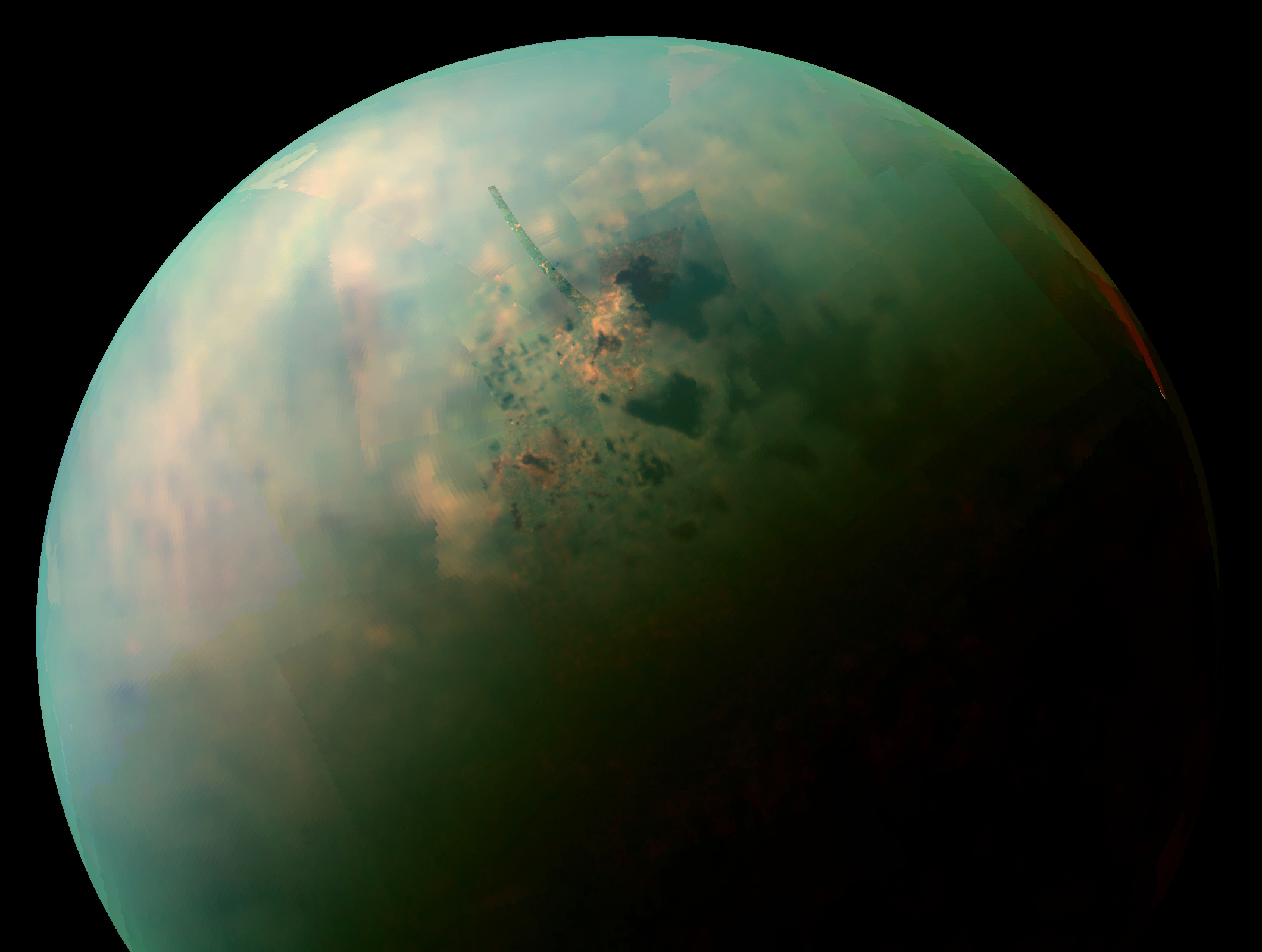
“卡西尼号”拍摄的土卫六北极海洋及湖泊的近红外照片

纳库鲁干湖（Nakuru Lacuna）是土卫六上最大的间歇湖之一。
它位于土卫六表面北纬65.81度、西经94度 ，长约175公里。该湖泊由液体乙烷和甲烷组成并被“卡西尼-惠更斯号太空探测器发现。有迹象表明，它是“一座间歇湖”，因此，在2013年以肯尼亚纳库鲁湖命名了它 。
它是土卫六上第六大液态烃湖。